# اچ‌ام‌اس اچ۴۴
اچ‌ام‌اس اچ۴۴ (به انگلیسی: HMS H44) یک زیردریایی بود که طول آن ۱۷۱ فوت ۰ اینچ (۵۲٫۱۲ متر) بود. این زیردریایی در سال ۱۹۱۹ ساخته شد.